# 李瑞峰
李瑞峰（1911年—1947年3月），是一位生於臺灣竹南的執業律師，於二二八事件中遭捕遇害。

## 生平
李瑞峰於中學畢業後前赴日本就讀中央大學，1940年畢業:215，並於日本當地通過司法科考試，成為執業律師，並在宜蘭地區開業。
1947年二二八事件發生時，他曾北上支援當時為臺北市律師公會會長的兄長李瑞漢；1947年3月，與李瑞漢一同於臺北永樂町遭捕遇害。